# Técnica cinematográfica de Luis Buñuel
Luis Buñuel Portolés (22 de febrero de 1900 – 29 de julio de 1983) fue un cineasta español que trabajó en España, México y Francia. Es conocido por su uso distintivo de la puesta en escena, su característica edición de sonido y el uso original de la música en sus películas. A menudo, Buñuel aplica las técnicas de puesta en escena para combinar múltiples escenas individuales dentro de una película dirigida por él para representar aspectos más abarcadores de la película cuando se ve en su conjunto.
La puesta en escena de las escenas de sus películas fue un motivo central en la cinematografía de Buñuel. Las películas de Buñuel suelen ser parcas en su diseño y recurren a menudo a elementos surrealistas. El aspecto de diseño de la cinematografía de Buñuel fue artísticamente distintivo, esencialmente combinando la creación de "temas visuales" con la "narración de una historia", casi siempre de formas visualmente impactantes mediante la combinación de cinematografía y escenografía, y de formas poéticamente artísticas a través de su dirección.
La técnica cinematográfica de Buñuel estuvo influenciada por muchos aspectos de su personalidad, que incluían marcados contrastes de carácter e identidad propia. Su primera película, Un perro andaluz -realizada en la era del cine mudo- fue llamada "el cortometraje más famoso jamás realizado" por el crítico Roger Ebert, y su última película, Ese oscuro objeto del deseo -realizada 48 años después- le valió premios al Mejor Director del National Board of Review y la Sociedad Nacional de Críticos de Cine. El escritor Octavio Paz calificó la obra de Buñuel como "la unión de la imagen cinematográfica con la imagen poética, creando una nueva realidad... escandalosa y subversiva".
A menudo asociado con el movimiento surrealista de la década de 1920, Buñuel creó películas desde esa década hasta la de 1970. Su obra abarca dos continentes, tres idiomas y una variedad de géneros, incluyendo cine experimental, documental, melodrama, sátira, musical, erotismo, comedia, romance, dramas de época, fantasía, cine policial, aventuras y western. Seis de las películas de Buñuel están incluidas en la encuesta de críticos de 2012 de Sight & Sound sobre las 250 mejores películas de todos los tiempos. Quince de sus películas están incluidas en They Shoot Pictures, Don't They? lista de las 1.000 mejores películas de todos los tiempos, que está empatado con John Ford en el segundo lugar, y ocupa el puesto número 13 en su lista de los 250 mejores directores.

## Estilo de dirección
Su estilo de dirección era extremadamente económico; filmaba películas en pocas semanas, desviándose raramente de su guion y filmando en orden tanto como fuera posible para minimizar el tiempo de montaje. Durante toda su vida laboral se mantuvo fiel a una filosofía de trabajo que articuló al comienzo de su carrera en 1928: "La idea guía, la procesión silenciosa de imágenes concretas, decisivas, medidas en el espacio y en el tiempo, en una palabra, la película, se proyectó primero dentro del cerebro del cineasta". : p.135 En esto, Buñuel ha sido comparado con Alfred Hitchcock, otro director famoso por su precisión, eficiencia y planificación previa, para quien rodar la película en sí era un anticlímax, ya que cada uno sabría, en palabras de Buñuel, "exactamente cómo se rodará cada escena y cuál será el montaje final". Según la actriz Jeanne Moreau: "Fue el único director que conozco que nunca desperdició un plano. Tenía la película en mente. Cuando decía 'acción' y 'corte', sabías que lo que estaba entre los dos iba a ser impreso".

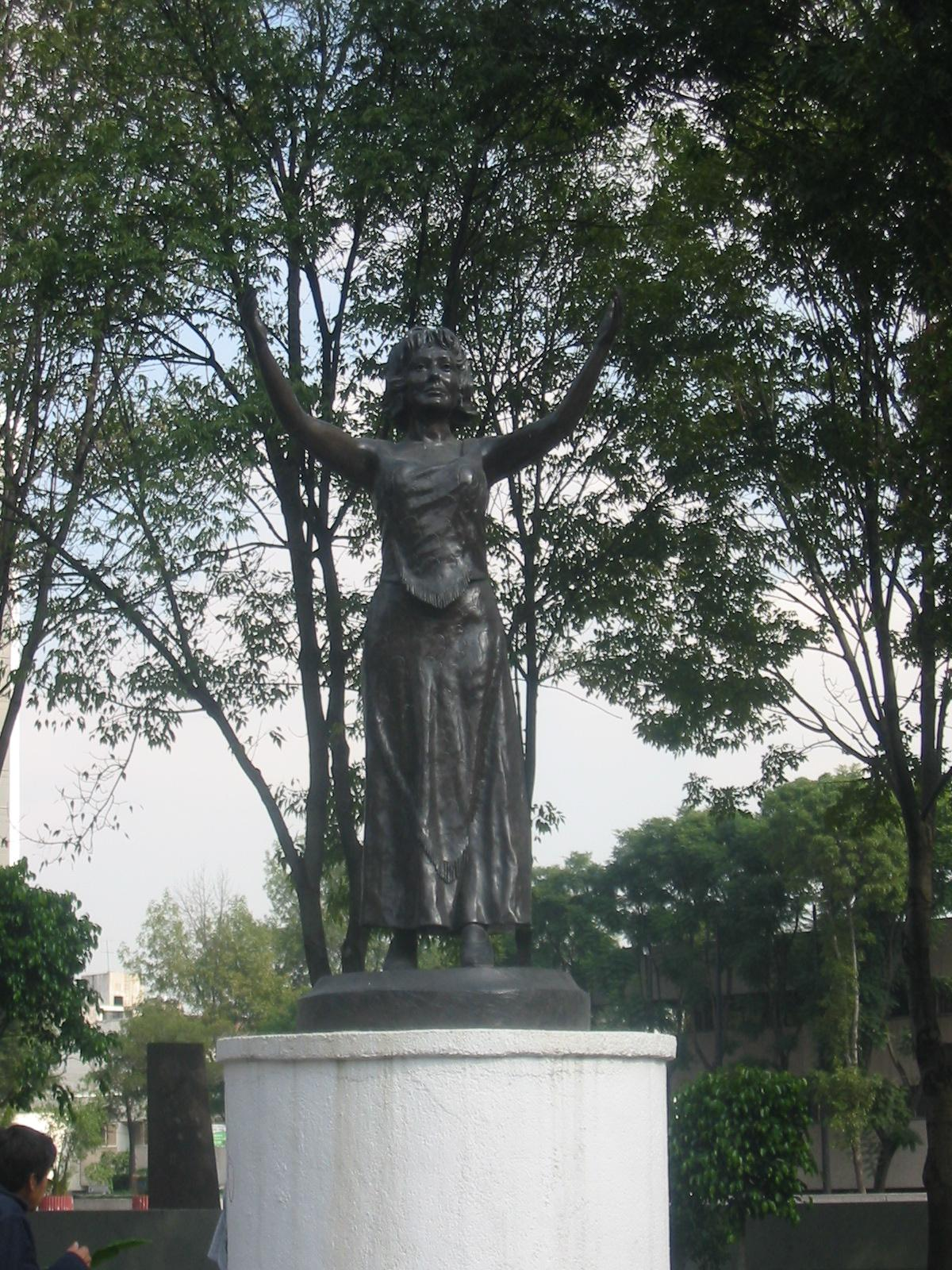
Silvia Pinal formaba parte del "grupo de actores" de Buñuel y fue su elección inicial para el papel protagonista en su película Tristana, papel que finalmente recayó en Catherine Deneuve

En la medida de lo posible, Buñuel prefirió trabajar con actores y miembros del equipo técnico con los que había trabajado antes y en quienes confiaba, lo que llevó a algunos críticos a referirse a estas personas como una "compañía de repertorio", que incluía a intérpretes como: Fernando Rey, Francisco Rabal, Pierre Clementi, Julien Bertheau, Michel Piccoli, Claudio Brook, Silvia Pinal, Paul Frankeur y Georges Marchal. En su última película, Ese oscuro objeto del deseo, el personaje central fue interpretado por Rey, pero con la voz de Piccoli, que habla francés. Les decía a los actores lo menos posible y limitaba sus instrucciones principalmente a movimientos físicos ("muévete a la derecha", "camina por el pasillo y pasa por esa puerta", etc.), argumentando que tenía más posibilidades de capturar la realidad con actores inexpertos que proyectaban una sensación deseada de incomodidad. A menudo se negaba a responder las preguntas de los actores y era conocido por apagar su audífono en el set.  Una de sus estrellas, Catherine Deneuve, ha declarado: "Siempre he pensado que le gustan los actores, hasta cierto punto. Creo que le gusta mucho la idea de la película y escribirla. Pero tenía la impresión de que hacer películas no era lo que prefería hacer. Tenía que pasar por actores, y le gustaban si eran fáciles, simples, sin demasiadas complicaciones". Aunque en su momento les resultó difícil, muchos actores que trabajaron con él reconocieron más tarde que su enfoque hacía que las interpretaciones fueran frescas y excelentes.
Buñuel prefería escenas que pudieran ensamblarse fácilmente una tras otra en la sala de edición, dando como resultado tomas largas, móviles y amplias que seguían la acción de la escena. La cineasta Patricia Gruben ha atribuido este procedimiento a una estrategia de larga data por parte de Buñuel destinada a frustrar la interferencia externa: "hacía toda la escena en largos planos de cuatro minutos para que los productores no pudieran cortarla". Los ejemplos están especialmente presentes en sus películas francesas. Por ejemplo, en el restaurante de la estación de esquí de Belle de jour, Séverine, Pierre y Henri conversan en una mesa. Buñuel corta la conversación para mostrar a dos mujeres jóvenes, que bajan unos escalones y avanzan por el restaurante, pasando detrás de Séverine, Pierre y Henri, momento en el que la cámara se detiene y las jóvenes salen del cuadro. Luego Henri comenta sobre las mujeres y la conversación en la mesa avanza a partir de ahí.

### Puesta en escena
Los críticos han destacado la predilección de Buñuel por desarrollar una puesta en escena surrealista mediante el uso de un naturalismo engañosamente escaso, como lo ha expresado Michael Atkinson: "visualmente espartano y, sin embargo, lleno de espasmos con ataques de lo irracional". El estilo visual de Buñuel se ha caracterizado generalmente como altamente funcional y despejado, con detalles superfluos eliminados en los decorados para centrarse en elementos que definen a los personajes.
Como ejemplo, Buñuel contó una de sus experiencias con el camarógrafo Gabriel Figueroa, un veterano que se había hecho famoso en los círculos cinematográficos al hacer una especialidad de iluminar la belleza del paisaje mexicano utilizando el claroscuro fotográfico (fuerte contraste entre el espacio iluminado y las sombras oscuras). Figueroa había preparado un plano para Nazarín cerca del valle del Popocatépetl: "Fue durante este rodaje que escandalicé a Gabriel Figueroa, quien me había preparado un encuadre estéticamente irreprochable, con el Popocatépetl al fondo y las inevitables nubes blancas. Simplemente giré la cámara para encuadrar una escena banal que me pareció más real, más próxima. Nunca me ha gustado la belleza cinematográfica refabricada, que muy a menudo hace olvidar lo que la película quiere contar, y que, personalmente, no me conmueve."
La actriz Catherine Deneuve ha proporcionado otra anécdota que ilustra este aspecto del estilo de Buñuel: mientras filmaba Tristana, él le había hablado con frecuencia del desagrado que sentía por el lado "turístico" de Toledo, donde se hizo la película, por lo que ella se burló de él sobre una toma con grúa que resaltaba la belleza del paisaje circundante, a lo que Buñuel respondió volviendo a filmar toda la escena desde una plataforma rodante sin ningún tipo de fondo, todo el tiempo arremetiendo contra la belleza "obvia".

### Sonido
Buñuel ha sido aclamado como un pionero del cine sonoro, y L'Age d'Or ha sido citada como uno de los primeros usos innovadores del sonido en el cine francés. La estudiosa de cine Linda Williams ha señalado que Buñuel utilizó sonidos, incluida la música, como contrapunto no sincrónico a la imagen visual, en lugar de un acompañamiento redundante, de acuerdo con las teorías que habían sido propuestas por Serguéi Eisenstein y otros en un manifiesto de 1928 sobre el cine sonoro. La crítica Marsha Kinder ha postulado que los años de Buñuel como doblador de películas en Europa y Hollywood lo colocaron en la posición de "dominar las convenciones del sonido cinematográfico, para subvertirlas de manera más efectiva". En sus últimos años, Buñuel era casi completamente sordo, pero continuó afirmando su control sobre los efectos de sonido en sus películas, como en El discreto encanto de la burguesía, en la que el discurso aparentemente importante, especialmente el discurso político, a menudo se ve ahogado por el ruido de la vida urbana, de una manera tan sistemática que Kinder ha identificado a Buñuel como uno de los primeros diseñadores de sonido profesionales en el cine. Como ilustración adicional de esto, la académica Sally Faulkner ha descrito los medios por los cuales, en su película Tristana, Buñuel "genera una especie de sordera figurativa, o discapacidad, en el espectador" en escenas que involucran personajes sordos, por ejemplo, combinando el sonido del agua que brota con una imagen de una piscina estancada, o exagerando el nivel de volumen de las campanas que suenan.

### Música
La música es una parte importante de las primeras películas de Buñuel, hasta tal punto que, para su única película muda Un perro andaluz, cuando tenía sesenta años se tomó la molestia de crear una versión sonorizada. Basó esta versión en la música (Wagner, un tango sudamericano) interpretada en su proyección original. Un crítico ha señalado que, en L'Age d'Or, Buñuel empleó la música de Beethoven, Mozart, Mendelssohn, Debussy y Wagner "como una especie de tejido conectivo y comentario auditivo sobre las imágenes desconcertantes". En cuanto a Las Hurdes, los críticos a menudo han señalado la "molesta inapropiación" de la partitura, el cuarto movimiento de la Sinfonía n.º 4 en mi menor de Johannes Brahms, una práctica llamada por James Clifford "collage fortuito o irónico".  Aunque el uso de esta técnica por parte de Buñuel disminuyó en frecuencia con el paso de los años, todavía empleaba ocasionalmente una yuxtaposición musical incongruente para lograr un efecto irónico, en particular durante la apertura y las escenas culminantes de Viridiana, que se desarrollan al son del Coro del Aleluya de Handel, en marcado contraste con la música de jazz que se toca durante la escena final del juego de cartas de la película. : pp.100–101 
En su vida adulta, Buñuel afirmó que no le gustaba la música no diegética (música no intrínseca a la escena en sí) y evitó su uso, afirmando: "En mis últimas películas rara vez uso música. Si lo hago, tiene que estar justificado, para que el espectador pueda ver su origen: un gramófono o un piano". Sin embargo, una excepción constante es el uso de los tambores tradicionales de su ciudad natal, Calanda, que se escuchan en la mayoría de sus películas, con tal regularidad que la repetición ha sido descrita como una "firma biofilmográfica". La explicación de Buñuel sobre el uso de estos tambores fue la siguiente: "En ningún lugar se tocan con un poder tan misterioso como en Calanda... en reconocimiento de las sombras que cubrían la tierra en el momento en que Cristo murió". : p.19 
Las películas de su segunda época francesa no fueron musicalizadas y algunas (Belle de jour, Le journal d'une femme de chambre) carecen totalmente de música. Belle de jour, sin embargo, presenta efectos de sonido no diegéticos, "para unificar tomas espacialmente incongruentes o simbolizar el mundo de los sueños [del protagonista]".

## Influencias en la cinematografía de Buñuel

### Surrealismo

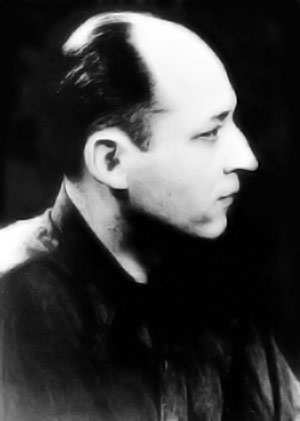
Buñuel consideraba a Benjamin Péret, un viejo amigo, el "poeta surrealista por excelencia".

Cuando se estrenó su primera película, Buñuel se convirtió en el primer cineasta en ser recibido oficialmente en las filas de los surrealistas por el líder del movimiento André Breton, un evento recordado por el historiador de cine Georges Sadoul : "Breton había convocado a los creadores a nuestro lugar habitual [el Café Radio]... una tarde de verano. Dalí tenía los ojos grandes, la gracia y la timidez de una gacela. Para nosotros, Buñuel, grande y atlético, con sus ojos negros un poco salientes, parecía exactamente como siempre es en Un Chien Andalou, afilando meticulosamente la navaja que cortará el ojo abierto en dos". Sin embargo, después de unirse al Partido Comunista en España, rápidamente le quedó claro que no podía ser comunista y surrealista; Su colaborador artístico Pierre Unik contó en una carta del 30 de enero de 1932 que "un camarada de Agit-Prop" convocó a Buñuel y a otros para decirles que "el surrealismo era un movimiento de degeneración burguesa", y continuaba: "¿Qué dirán los camaradas de base el día que tenga que anunciarles: 'Camaradas, ya no tengo derecho a militar entre vosotros... porque soy un burgués degenerado?'" : p.97 En consecuencia, el 6 de mayo de 1932, Buñuel escribió una carta a André Breton renunciando a su militancia en el grupo surrealista: "Dado el estado actual de las cosas no podría haber ninguna posibilidad para un comunista de dudar un instante entre la elección de su partido y cualquier otro tipo de actividad o disciplina". Llegó incluso a intentar reeditar una versión drásticamente recortada de L'Age d'Or (se eliminaron más de dos tercios del original) en respuesta a las quejas de que el original completo de 60 minutos era formalmente demasiado difícil para el proletariado. : p.138 Sin embargo, mantuvo durante toda su vida una afinidad con el movimiento surrealista y amistades duraderas con muchos de los surrealistas más destacados.
Las películas de Buñuel fueron famosas por sus imágenes surrealistas, incluyendo escenas en las que los pollos pueblan las pesadillas, las mujeres se dejan crecer la barba y los aspirantes a santos son deseados por mujeres lascivas. Incluso en las muchas películas que hizo por encargo (en lugar de por motivos creativos propios), como Susana y El gran loco, solía añadir su marca característica de imágenes perturbadoras y surrealistas. : pp.119–120 Algunos críticos han señalado que una de las razones por las que Buñuel encontró tan agradable trabajar en México fue que lo que podría parecer inusual o incluso extravagante en Europa o Estados Unidos encajaba cómodamente con elementos de la cultura mexicana y las expectativas del público sobre el melodrama nacional. Como ha comentado el cineasta Tomás Pérez Turrent, al referirse a los rasgos aparentemente increíbles que muchos críticos encuentran en las películas de Buñuel: "En México, es creíble", mientras que uno de los fundadores del surrealismo, André Breton, llamó a México, "el país más surrealista del mundo".
Sin duda, a lo largo de las películas más personales de los primeros y últimos años de Buñuel se encuentra una columna vertebral del surrealismo. Dos o tres ejemplos bastan para demostrar la calidad endémica del uso que Buñuel hace del surrealismo. Un ejemplo de ello es el que se da cuando un grupo de comensales de repente se ve inexplicablemente incapaz de salir de la sala e irse a casa. En otro ejemplo del uso aplicado del surrealismo por parte de Buñuel, una mala pesadilla le entrega a un hombre una carta que lleva al médico al día siguiente; y en otro, el diablo, ya que no puede tentar a un santo con una muchacha bonita, lo llevará volando a una discoteca. Un ejemplo de una influencia más dadaísta se puede encontrar en Cet obscur objet du désir, cuando Mathieu cierra los ojos y hace que su ayuda de cámara lo haga girar y lo dirija hacia un mapa en la pared.
Buñuel nunca explicó ni promocionó su obra, manteniéndose fiel a su insistencia inicial y a la de Dalí en la interpretación simbólica completamente irracional y desafiante. En una ocasión, cuando su hijo fue entrevistado sobre El ángel exterminador, Buñuel le instruyó para que diera respuestas jocosas. Como ejemplos, cuando se le preguntó sobre la presencia de un oso en la casa de la alta sociedad, Buñuel hijo afirmó que era porque a su padre le gustaban los osos y, de manera similar, se explicó que las varias escenas repetidas en la película se habían puesto allí para aumentar el metraje.

### Entomología
Como estudiante universitario, Buñuel había estudiado entomología en el Museo de Historia Natural con el famoso naturalista Ignacio Bolívar, : p.65 y tuvo un interés temprano y duradero por los documentales científicos de Jean Painlevé, que intentó proyectar en la Residencia de Estudiantes. : p.168 Numerosos críticos han comentado la cantidad de secuencias en sus películas que involucran insectos, desde la polilla calavera en Un chien andalou y las extensas escenas de escorpiones en L'Age d'or hasta la tarántula enmarcada en Le Fantôme de la liberté. Otros han comentado sobre la naturaleza desapasionada del tratamiento de Buñuel de sus personajes, comparándolo con la postura del investigador entomológico, y el propio Buñuel dijo una vez que tenía un interés "entomológico" en el protagonista de su película El. : p.12 El escritor Henry Miller observó: «Buñuel, como un entomólogo, ha estudiado eso que llamamos amor para exponer debajo la ideología, la mitología, los lugares comunes y las fraseologías la maquinaria completa y sangrienta del sexo». El escritor Octavio Paz también llamó a la obra de Buñuel «el matrimonio de la imagen cinematográfica con la imagen poética, creando una nueva realidad… escandalosa y subversiva».

### Religión y ateísmo
La técnica cinematográfica de Buñuel estuvo influenciada por muchos aspectos de su personalidad, que incluían su escepticismo hacia la religión, como lo demuestra The New York Times, que lo llamó "un iconoclasta, moralista y revolucionario que fue un líder del surrealismo de vanguardia en su juventud y un director de cine internacional dominante medio siglo después". Muchas de sus películas eran abiertamente críticas de la moral burguesa y de la religión organizada, burlándose de la Iglesia Católica Romana en particular, pero de la religión en general, por su hipocresía. Cuando se le preguntó si tenía intención de blasfemar en sus películas, Buñuel respondió: "No me propuse deliberadamente blasfemar, pero el Papa Juan XXIII es mejor juez de esas cosas que yo". Muchas de sus películas más famosas demuestran este espíritu irreverente:

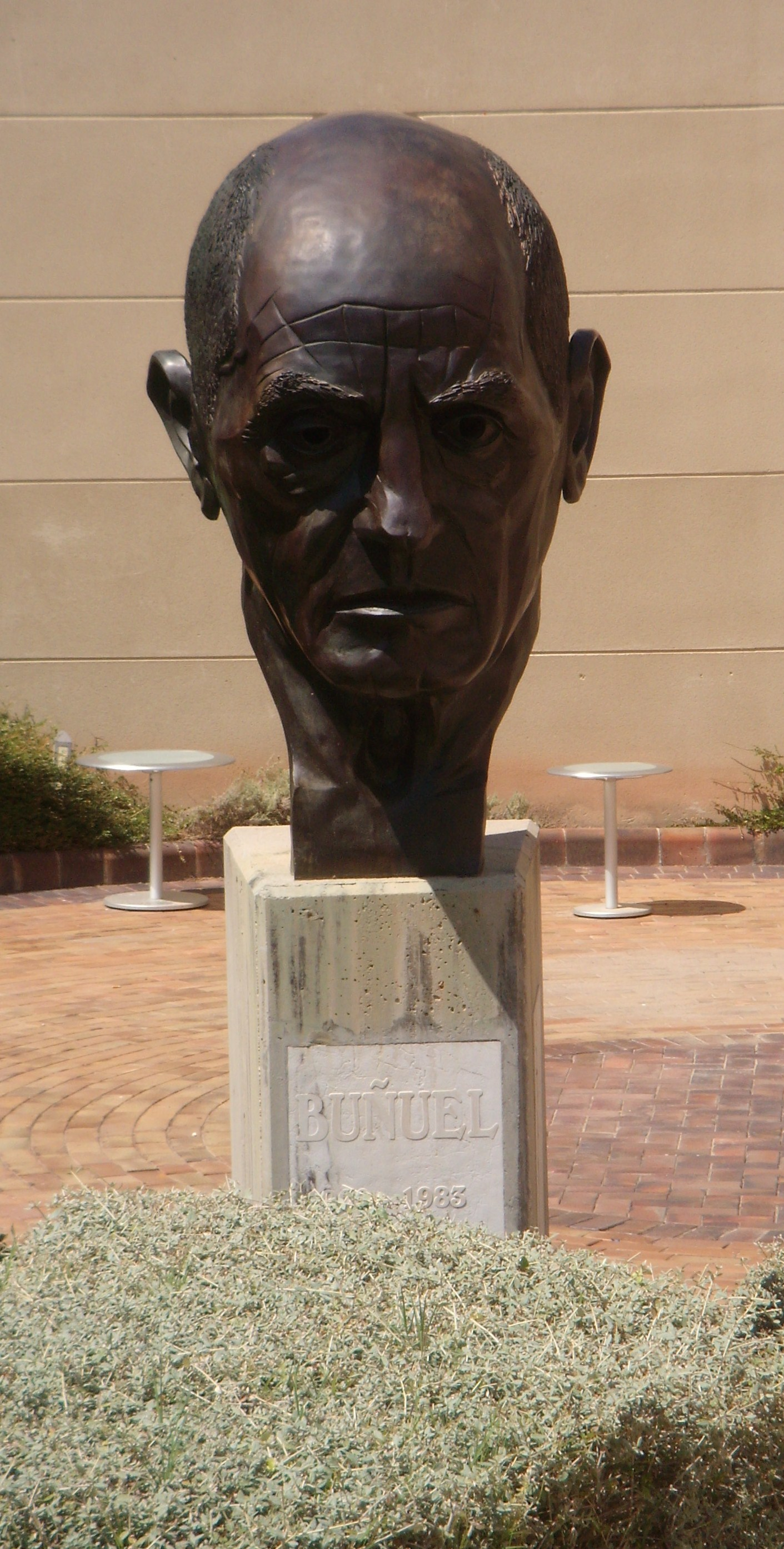
Cabeza de Luis Buñuel en Centro Buñuel Calanda.

- Un perro andaluz (1929) – Un hombre arrastra pianos sobre los que están apilados dos burros muertos, dos sacerdotes y las tablas de los Diez Mandamientos.
- La edad de oro (1930) – Un obispo es arrojado por una ventana, y en la escena final uno de los culpables de los 120 días de Sodoma es interpretado por un actor vestido de manera que fuera reconocido como Jesús.
- El Gran Calavera (1949) – Durante las escenas finales de la boda, el sacerdote recuerda continuamente a la novia sus obligaciones bajo el matrimonio. Luego la película cambia y la novia corre persiguiendo a su verdadero amor.
- Ensayo de un crimen (1955) – Un hombre sueña con asesinar a su esposa mientras ella está rezando en la cama vestida toda de blanco.
- Nazarín (1959) – El piadoso personaje principal causa ruina mediante sus intentos de caridad.
- Viridiana (1961) – Una joven monja bien intencionada intenta sin éxito ayudar a los pobres. Una escena de la película parodia La Última Cena.
- El ángel exterminador (1962) – La escena final es la de unas ovejas entrando en una iglesia, reflejando la entrada de los feligreses.
- Simón del desierto (1965) – El diablo tienta a un santo tomando la forma de una muchacha con los pechos desnudos que canta y muestra sus piernas. Al final de la película, el santo abandona su vida ascética para frecuentar un club de jazz.
- La vía láctea (1969) – Dos hombres recorren el antiguo camino de peregrinación a Santiago de Compostela y se encuentran a lo largo del camino con encarnaciones de diversas herejías. Se sueña con anarquistas fusilando al Papa.

A Buñuel se le cita a menudo como uno de los ateos más destacados del mundo. En una entrevista de 1960, le preguntaron sobre su actitud hacia la religión, y su respuesta se ha convertido en una de sus citas más celebradas: "Sigo siendo ateo, gracias a Dios". Pero su respuesta completa a la pregunta fue algo más matizada: "No tengo actitud. Fui criado en ella. Podría responder "Sigo siendo ateo, gracias a Dios". "Creo que debemos buscar a Dios dentro del hombre mismo. Es una actitud muy sencilla." Los críticos han señalado que el ateísmo de Buñuel estaba estrechamente relacionado con su surrealismo, en el sentido de que consideraba que el azar y el misterio, y no la providencia, estaban en el corazón de toda la realidad. Orson Welles, un admirador de Buñuel, afirmó: “Es un hombre profundamente cristiano que odia a Dios como sólo un cristiano puede hacerlo y, por supuesto, es muy español”. Juan Luis Buñuel trabajó en la adaptación inacabada de Welles de Don Quijote.
Diecisiete años después, en una entrevista con el New Yorker, Buñuel expresó una opinión algo diferente sobre la religión y el ateísmo: "No soy cristiano, pero tampoco soy ateo... Estoy cansado de escuchar ese viejo y accidental aforismo mío, 'No soy ateo, gracias a Dios'. Está pasado de moda. Hojas muertas. En 1951, hice una pequeña película llamada 'Viaje en autobús mexicano', sobre un pueblo demasiado pobre para mantener una iglesia y un sacerdote. El lugar era sereno, porque nadie sufría de culpa. Es de la culpa de lo que debemos escapar, no de Dios".  Sin embargo, en 1982, Buñuel había reafirmado su ateísmo en su autobiografía. El novelista mexicano Carlos Fuentes ha comentado que Buñuel representa una de las tendencias intelectuales más convincentes del siglo XX: "temperamento religioso sin fe religiosa".